# باستين دوهالدي
باستين دوهالدي (بالفرنسية: Bastien Duhalde)‏ هو لاعب اتحاد الرغبي فرنسي، ولد في 4 يناير 1993.